# Mission Kwasizabantu Deutschland
Die Mission Kwasizabantu Deutschland (KSB) ist eine Missionsorganisation mit Sitz in Lindach (Schwäbisch Gmünd) und ist eine Niederlassung der in Südafrika beheimateten evangelikalen Missionsgemeinschaft Mission Kwasizabantu.

## KSB-Zentrum Lindach
Die Europakoordination der Organisation geschieht von ihrem Zentrum in Lindach aus.
In dem kleinen Ort baute die Mission nach und nach an der Osterlängstraße ein großes Anwesen aus. Zu ihm gehören ein Gottesdienstsaal, eine Sporthalle, ein Foyer, Klassenzimmer und anderen Räumlichkeiten.
Im Hauptgebäude befinden sich die Klassenzimmer der Domino Servite Grundschule sowie Räumlichkeiten des Kindergartens, eine Aula, eine Autowerkstatt, eine Schreinerei, die Büros der Verwaltung. Daneben gibt es einige Mietwohnungen und Gästezimmer in dem Gebäudekomplex.
In der Osterlängstraße 43 befindet sich ein weiterer KSB-Gebäudekomplex, der aus drei aneinandergebauten Gebäuden mit Mietwohnungen besteht. Außerdem sind in der unteren Etage des Gebäudes eine Großküche mit Speisesaal, eine Bäckerei, eine Kegelbahn, Gästezimmer und weitere Räumlichkeiten vorhanden.
Innerhalb des KSB-Zentrums arbeitet die Domino Servite Schule Lindach mit einem Grundschul- und Realschulzug. Zudem gehört ein Kindergarten zu der Schule.

## Gemeinden in Deutschland
- KSB Berlin, Missionshaus am Hohenzollerndamm
- KSB Mittelhessen
- KSB Norddeutschland, in Niedersachsen in Bispingen / Steinbeck, mit eigenem Zentrum
- KSB Nordrhein-Westfalen
- KSB Süddeutschland, Lindach

## Aktivitäten
In den Räumlichkeiten in Lindach und den einzelnen Gemeinden finden sonntäglich Gottesdienste statt. Des Weiteren gibt es Schulungen für Missionare und andere Angehörige von KSB.

## Theologie und Ideologie
Innerhalb KSB werden Personen mit Gemeinschaftsverantwortung „Onkel“ genannt und nennen sich gegenseitig ebenfalls so.
Diese „Onkel“ befinden sich in der Regel in leitenden Positionen, was eine ausgeprägt hierarchische Struktur zur Folge hat.
Dadurch wird ein radikales dualistisches Weltbild möglich, das mit einer scharfen Einteilung von Gut und Böse korreliert.
Dieses Weltbild wird im sogenannten „Standard“ genauer erläutert:
Der „Standard“ soll nach dem Willen der Gründer eine gottgefällige und sündfreie Lebensweise vermitteln und verbindlich festlegen, wobei bei der Durchsetzung des „Standards“ das hierarchische Gefälle zwischen den „Onkeln“ und den Anhängern ein wichtiges autoritatives Instrument darstellt.
Die im Rahmen der Erweckung in Kwasizabantu aufgetretenen Phänomene wie Zungenrede und Heilungen führten innerhalb der Szene zu Debatten um die Positionierung des Werkes zwischen Evangelikalismus und Charismatik. Der Gründer Erlo Stegen (1935–2023) lehnte die Pfingstbewegung ab und sah in der „Gabe des Zungenredens“ eine nicht jedem Christen zugängliche. Stattdessen wird eine Gabentheologie vertreten, die von je unterschiedlichen Gabenzuteilungen an die einzelnen Gläubigen ausgeht.

## Organisation
Die deutsche Mitgliederzahl liegt bei etwa 1000. Die Träger der deutschen Gemeinden sind drei gemeinnützige Vereine. Organisierte Beziehungen zu anderen christlichen Gemeinschaften gibt es durch Kwasizabantu nicht. Nachdem die Mitgliederzahl in ganz Europa auf 40.000 geschätzt worden war, sank sie nach der öffentlichen Kritik an KSB auf vermutlich 10.000 im Jahre 2008.
Leiter der Europa-Sektion von KSB ist Friedel Stegen. Sein Bruder Erlo Stegen war Chef der Mutterorganisation Kwasizabantu in Südafrika. 2019 wurde bekannt, dass sich die Zweige des Missionswerks in Deutschland und der Schweiz von der Zentrale in Südafrika getrennt haben, nachdem schwere Vorwürfe gegen diese bekannt wurden.

### Unterorganisationen
Organisationen, die offiziell unter der Schirmherrschaft KSBs bestehen oder mit ihr verflochten sind:
- Freie Evangelische Gemeinschaft (FEG): Alternativnamen der Gemeinden von Kwasizabantu Deutschland (KSB). Diese sind nicht zu verwechseln mit den Freien evangelischen Gemeinden (FEG).
- Sunnyway-Kinderinitiative
- Domino Servite Schule Lindach: Staatlich anerkannte Privatschule von KSB auf dessen Gelände in Lindach.
- Christen für die Wahrheit e.V. (CFT:) Organisation zur Erhaltung christlicher Werte in der Gesellschaft. Der Verein leistet die politische und kulturelle Arbeit von Kwasizabantu in Deutschland. Die Vereinsmitglieder sind kongruent zu Kwasizabantu.
- Eurochor e.V.: Der Jugendchor besteht aus jungen Menschen aus Europa, die entweder zur Mission gehören oder enge Freunde von KSB sind und somit auch die gleichen Werte vertreten.
- Wahre Liebe Wartet (Unterorganisation von CFT): Organisation Jugendlicher, die sich auf einer unterschriebenen Selbstverpflichtung zur sexuellen Enthaltsamkeit vor der Ehe verpflichten.[3] Seit Januar 2011 nennt sich die Bewegung in der Schweiz preciousyouth.[4] Sie ist in vielen europäischen Ländern tätig, ist aber weiterhin personell und ideologisch mit der Kwa Sizabantu Mission verbunden. Seit Sommer 2012 heißt sie youth’n precious.[5]
- Betroffenes Spital: Lebensrechtgruppe (Schweiz)
- Aktion Schiphra und Pua: Lebensrechtgruppe (Deutschland)
- Bibel- und Schriftenmission Dr. Kurt Koch: unter anderem Herausgabe der missionseigenen Schriften
- Missionswerk „Hilfe am Nächsten“: Althütte – Vorstand des Werkes war ebenfalls Erlo Stegen[6]
- Verein Rugul Aprins: Schweizer Verein zum Transport von Gütern nach Rumänien (karitativ)[7]
- JIREH Development Südafrika: Verein zur Unterstützung von AIDS-Waisenhaus (Im Vorstand cft-Vizepräsident Jürg Läderach und sein Schwiegersohn E. Duvell)[8]